# 双凤镇 (博白县)
双凤镇，是中华人民共和国广西壮族自治区玉林市博白县下辖的一个乡镇级行政单位。

## 行政区划
双凤镇辖有以下地区：
双凤村、爱国村、均田村、镇北村、凤宁村、良荣村、大田村、平山村和绿萝村。